# Généralissime de l'Union soviétique
Généralissime de l'Union soviétique (russe : Генералиссимус Советского Союза, Generalissimus Sovyétskogo Soyuza) était un grade militaire proposé pour Joseph Staline après la Seconde Guerre mondiale. Il aurait été conçu d'après un grade similaire de l'armée impériale russe détenu par Alexeï Chéine, le prince Alexandre Danilovitch Menchikov, le duc Antoine-Ulrich de Brunswick et le comte Alexandre Souvorov. Cependant, Staline refusa finalement cette promotion, le jugeant trop ostentatoire. Il aurait été le grade militaire le plus élevé de l'Union soviétique.

## Historique
Le rang est proposé pour la première fois le 26 juin 1945. Selon le biographe stalinien Robert Service, Staline regretta de s'être autorisé le titre militaire ostentatoire et demanda à Winston Churchill de continuer à se référer à lui en tant que maréchal. Il rejeta toute sorte de distinction entre son grade militaire et les autres maréchaux soviétiques et continua à utiliser l'insigne et l'uniforme d'origine du maréchal de l'Union soviétique.
La possibilité du grade de généralissime de l'Union soviétique a de nouveau été mentionnée en 1947 lorsqu'un projet de décret sur les grades militaires soviétiques a été présenté à Staline. Le général Andreï Khroulev, directeur du département général de la logistique, fut chargé de concevoir un uniforme de généralissime soviétique que Staline aurait utilisé lors du défilé de la victoire le 9 mai 1947. L'uniforme fut terminé et présenté au dirigeant de l'URSS une semaine avant le défilé. Après l'avoir examiné, Staline exprima de nouveau son mécontentement, et déclara notamment : « Je ne signerai jamais ce décret. L'Armée rouge soviétique n'a que le maréchal comme grade le plus élevé ». Ce sujet ne fut plus jamais évoqué. Les échantillons fabriqués ont été rejetés par Staline, qui les considérait comme trop luxueux et démodés. Actuellement, ils sont conservés au Musée de la Grande Guerre patriotique situé à Moscou au mont Poklonnaïa.
Staline obtenant ce rang aurait pu être comparé au dictateur fasciste espagnol Francisco Franco, qui détenait le rang de généralissime et était largement connu comme tel.

## Insignes
Ci-dessous des propositions de conceptions de l'insigne d'épaule du généralissime de l'Union soviétique :

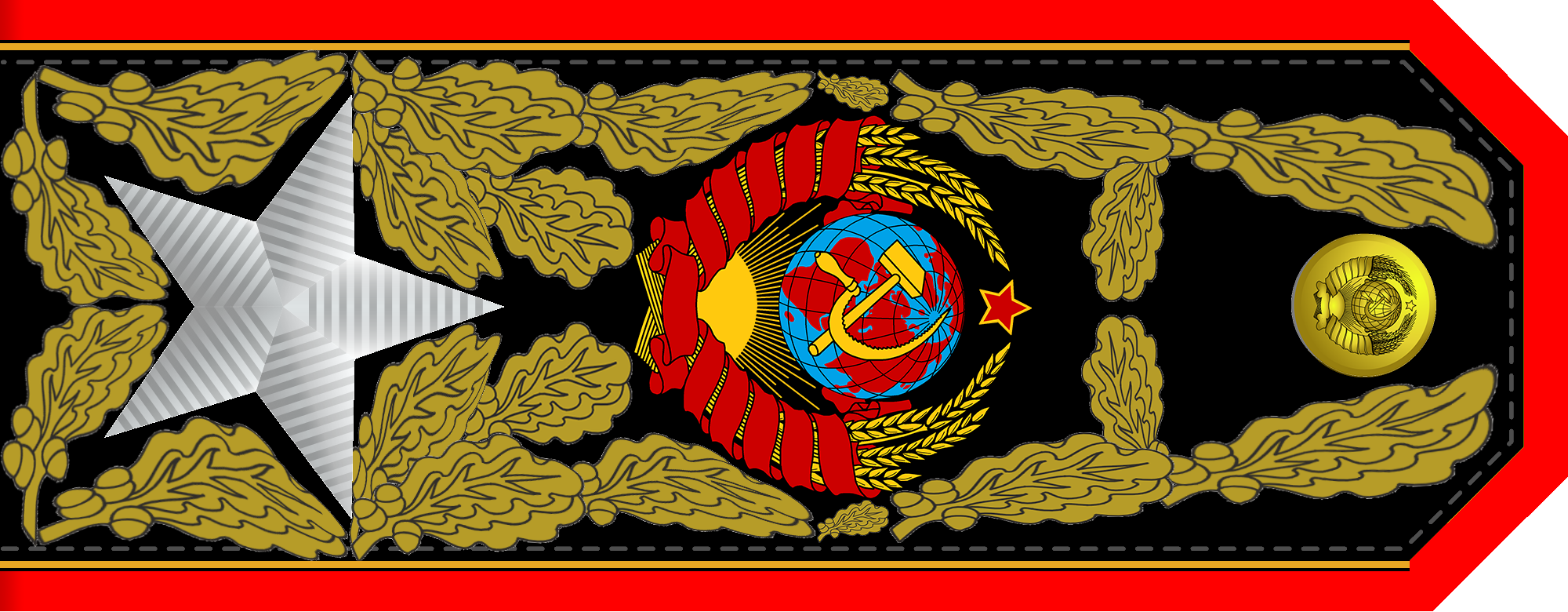
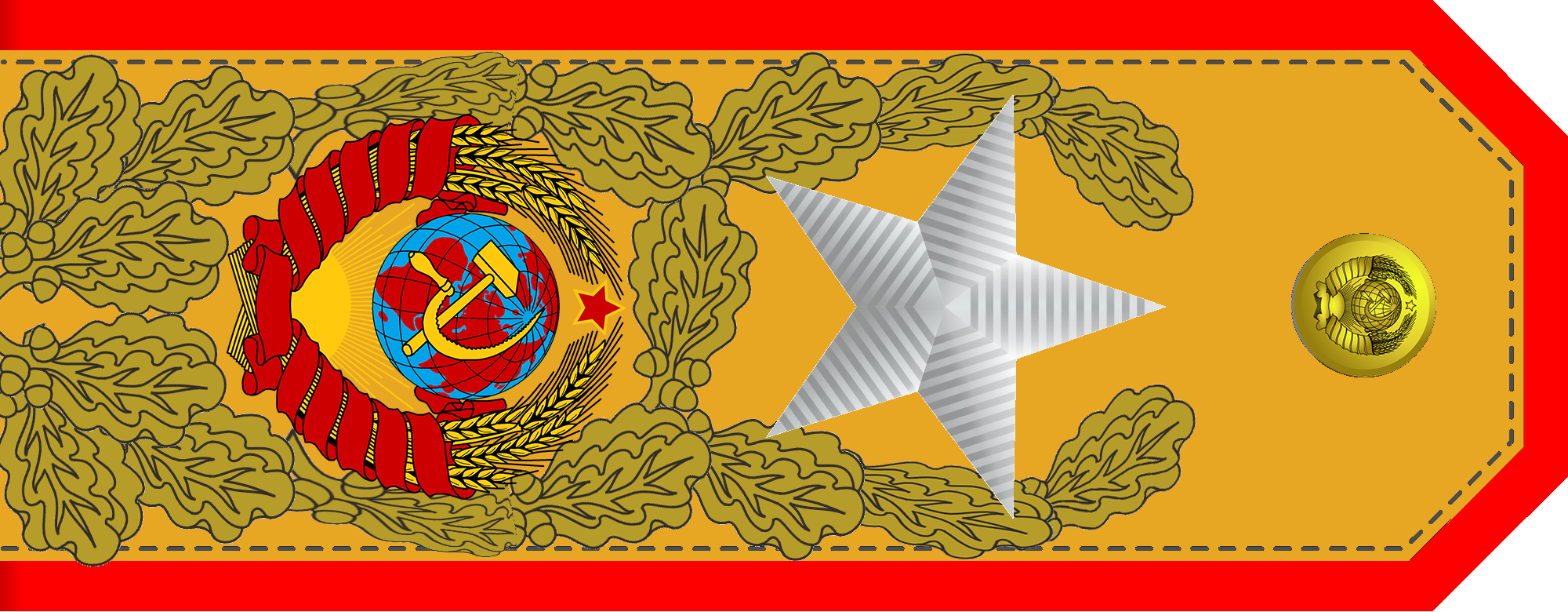
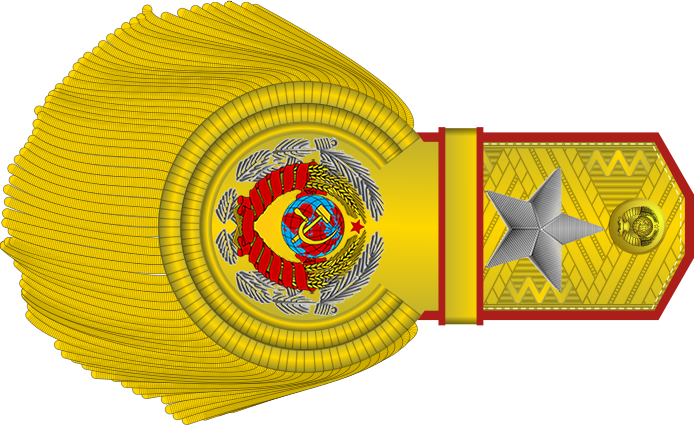
Cet insigne faisait partie de l'uniforme présenté puis rejeté par Staline.

| Ordre des rangs                                                            | Ordre des rangs                                                       | Ordre des rangs                        |
| -------------------------------------------------------------------------- | --------------------------------------------------------------------- | -------------------------------------- |
| Rang inférieur : Maréchal de l'Union soviétique (Маршал Советского Союза)  | Généralissime de l'Union soviétique (Генералиссимус Советского Союза) | Rang supérieur : Aucun (le plus élevé) |
| Amiral de la flotte de l'Union soviétique (Адмирал Флота Советского Союза) | Généralissime de l'Union soviétique (Генералиссимус Советского Союза) | Rang supérieur : Aucun (le plus élevé) |